# Distretto di Głubczyce
Il distretto di Głubczyce (in polacco powiat głubczycki) è un distretto polacco appartenente al voivodato di Opole.

## Geografia antropica

### Suddivisioni amministrative
Il distretto comprende 4 comuni.
- Comuni urbano-rurali: Baborów, Głubczyce, Kietrz
- Comuni rurali: Branice